# 深圳地铁1号线

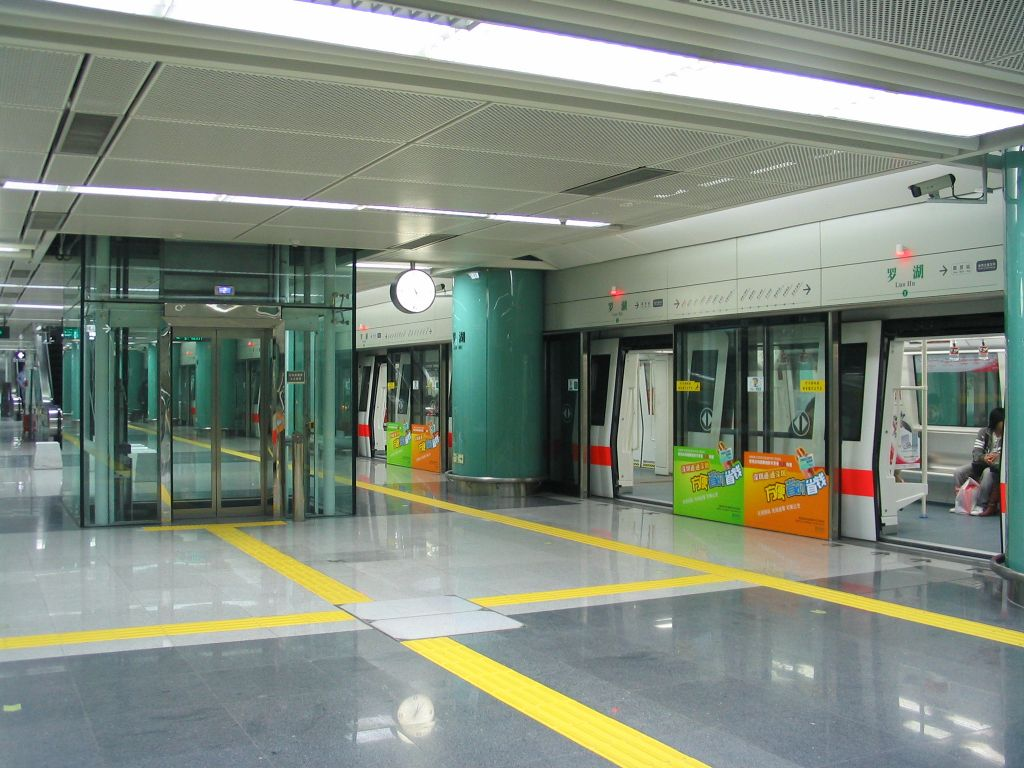
罗湖站月台及列车

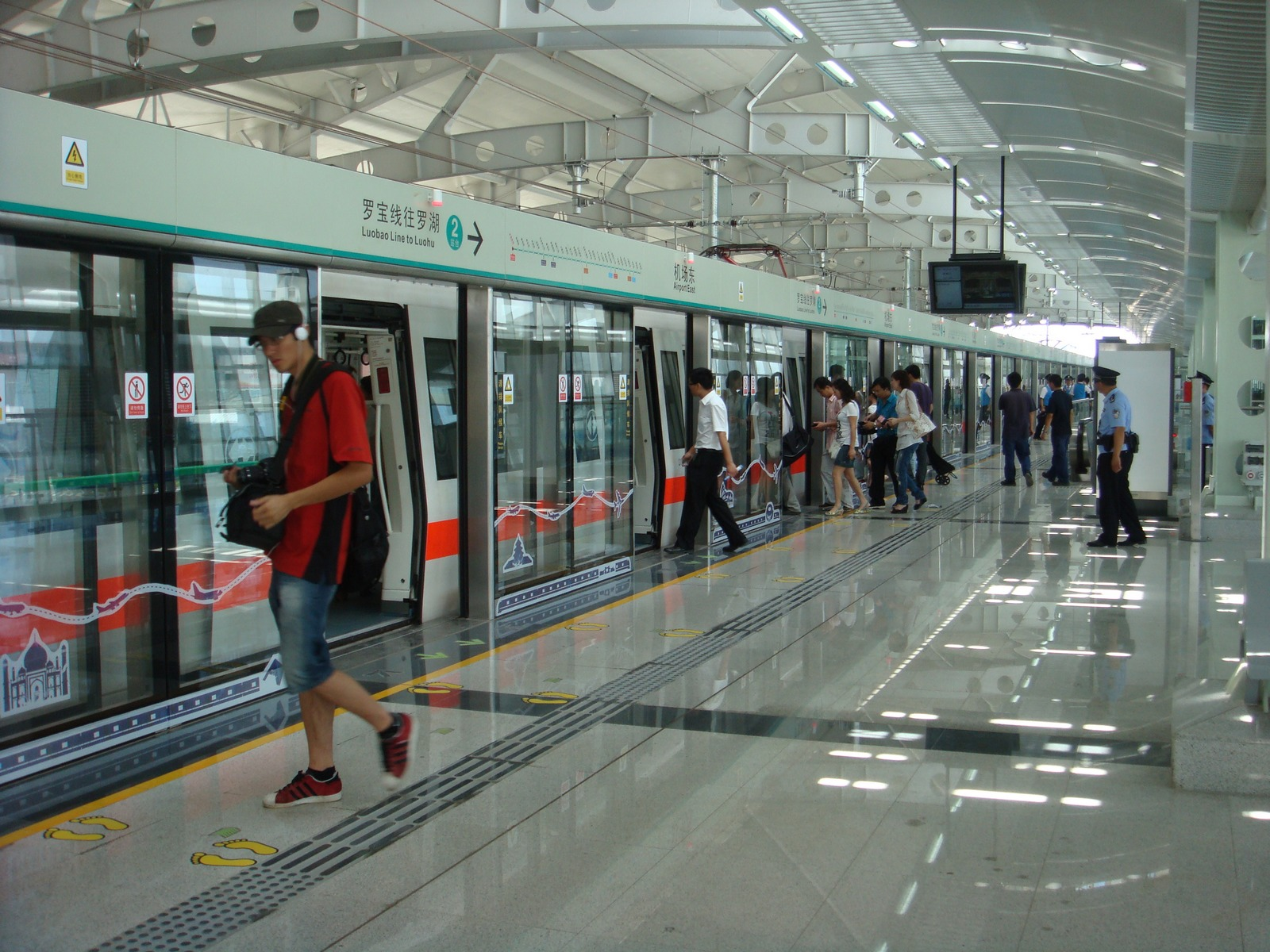
机场东站侧式月台及列车

深圳地铁1号线，曾称罗宝线，是中國廣東省深圳市的一條地鐵路線，由羅湖站至机场东站，全长41.04公里，共设30个车站。

## 概要
深圳地铁1號線大致呈東西走向，以罗湖口岸及深圳火车站旁的的罗湖站为起点，沿人民南路往北至深南东路口折向西北，经过老街站后沿解放路行走至深南东路口后，沿深南大道往西至深南皇岗立交后随即转向沿福华路继续往西，至福新立交桥后随即转向，再次沿深南大道继续往西，随后至深圳大学附近转向后，沿桃园路继续往西，至梦海大道路口折向北，经过前海湾站后折向西北至新安站后，沿新湖路往西北方向行走，至新湖路尽头后线路转向宝安大道并沿宝安大道继续往西北方向行走，至机场油库附近线路从地下转向高架，继续行走至深圳机场旧航站楼附近的终点站机场东站。
1號線作为深圳市最早的地铁线路之一，是深圳地铁运量最大、地位最为重要的地铁线，連接深圳火车站、東門商業區、蔡屋圍一帶的中央商務區、華強北商業區、深圳市中心區、華僑城、科技园、前海湾、西乡等地区和重要交通设施。
1號線首段线路（罗湖至世界之窗）于2004年12月28日开通。世界之窗至深大段于2009年9月28日开通。深大至机场东段于2011年6月15日开通。
1號線在路線圖中以綠色代表。在开通初期，也曾以紅色表示，例如列车两侧彩条的颜色。此外，该线的线路名曾更改为「罗宝线」，因连接深圳市罗湖区和宝安区而得名，不過現時已改回数字名称。

## 历史

### 一期工程
首段线路由罗湖至世界之窗，是深圳地铁一期工程的一部分，于2001年开工，2004年12月28日开通。全长17.387公里，设15个车站。

### 線路更名
深圳市規劃局在2008年4月23日宣佈，深圳地鐵1號線易名為「羅寶線」(羅湖和寶安區)，已在深圳地鐵列車車廂內更改。

### 續建工程
1號線續建工程是深圳地铁二期工程的一部分，由世界之窗站至機場東站，全長23.622千米，设车站12座，前海车辆段一座。总投资106.06亿元。续建工程于2011年6月15日全線開通。
试验段
從世界之窗站到深大站為續建工程的試驗段，全长3.39公里，设3个车站，工程投资概算约为15.2亿元。试验段（「三站三區間」路段）于2004年年底開工，2005年3月開始進行土建工程（高新園至深大開工日期未有資料）。該段「三站三區間」路段於2009年5月31日建成，9月28日開通。
西乡段和机场段
深大站至西鄉站的一段續建工程稱為「西鄉段」，於2007年3月30日開始土建工程，並已於2010年12月30日试運行。试运行期间不对外开放，不载客。。而餘下的一段由西鄉站至機場東站，称为「機場段」，於2008年3月26日開工，於2008年8月至2010年5月進行土建工程，2011年6月30日開通試運營。機場段由於早期受廣深城際鐵路和深圳機場擴建等不確定因素影響，須與有關工程統籌協調規劃，因此施工和啟用時間比其它路段遲。
1號線續建段的啟用日期曾經多次更改。在2007年10月，深圳市地鐵有限公司表示試驗段、西鄉以東段和機場段將分別在2008年12月28日、2009年12月28日和2010年底開通；在2008年3月11日的公佈中，三段開通時間則分別為2008年12月28日（力爭）、2009年12月26日和2011年6月30日；在2008年4月30日的宣佈，則為2009年、2010年和2011年的6月30日。至於在2009年的宣佈，分別為2009年9月28日、2010年及2011年的6月3日。最終該線於2011年6月15日中午12時全線通車。
| 公佈日期      | 試驗段                 | 西鄉以東段     | 機場段        |
| ------------- | ---------------------- | -------------- | ------------- |
| 2007年10月    | 2008年12月28日         | 2009年12月28日 | 2010年底      |
| 2008年3月11日 | 2008年12月28日（力爭） | 2009年12月26日 | 2011年6月30日 |
| 2008年4月30日 | 2009年                 | 2010年         | 2011年6月30日 |
| 2009年        | 2009年9月28日          | 2010年         | 2011年6月3日  |

站名問題
續建工程機場段（西鄉至機場東）其中兩個車站，在官方公佈中曾經同時出現兩個站名：位於機場的車站曾同時出現「深圳機場站」和「機場東站」兩名，位於固戍二路的車站則同時有「固戍站」和「航城站」的站名。後來深圳市規劃局在2008年4月公佈站點命名方案，才統一稱為機場東站和固戍站。
在大新站至新安站之間一段續建段的站點設置也曾出現混淆，官方公佈一度有兩種說法：一種說法指1號線大新和新安間設「鯉魚門站」，和5號線與11號線的「前海灣站」換乘，1號線車站名稱可能再作調整；另一種說法則指1號線分別設「前海灣站」和「鯉魚門站」，其中前海灣站和5號線、11号线換乘。深圳市規劃局在2008年4月公佈的站點命名方案證實後者說法為正確。

### 线路再度更名
2013年1月，网络上曝出深圳地铁集团内部文件，指地铁三期工程会把线路名称全部更改回数字，更指多数市民赞成采用更便于记忆的数字命名方式，不赞成采用中文命名。1月5日，深圳市轨道交通建设指挥部第十八次工作会议研究承认了这个消息。不过实际上也有不少市民表示不满，指政府“朝令夕改”。若将文字线路名称更改回数字，可能与月台编号混淆。
2013年10月，深圳地铁正式开始路线更名工作，本线线路名改回数字名称，但原有线路文字名称繼續保留，以括号标注其后。目前原有文字线路名的标识随着标识更新而逐步消失。

## 车站
1号线全线共设30座车站，現時有13座为線網内换乘站。除机场东站和后瑞站2座为高架车站，其余28座车站均为地下车站。
| 站名 | 英文名稱 | 里程（公里） | 里程（公里） | 所在地                          | 啟用時間       | 換乘路綫                                           | 月台形式           |
| 站名 | 英文名稱 | 站间         | 累计         | 所在地                          | 啟用時間       | 換乘路綫                                           | 月台形式           |
| 1号线 | 1号线    | 1号线        | 1号线        | 1号线                           | 1号线          | 1号线                                              | 1号线              |
| --- | -------- | ------------ | ------------ | ------------------------------- | -------------- | -------------------------------------------------- | ------------------ |
| 罗湖 |          | 0            | 0            | 罗湖区                          | 2004年12月28日 | 罗湖站[3]：東鐵綫 深圳站                           | 地下西班牙式月台   |
| 国贸 |          | 0.85         | 0.85         | 罗湖区                          | 2004年12月28日 |                                                    | 地下叠式侧式站台   |
| 老街 |          | 0.68         | 1.52         | 罗湖区                          | 2004年12月28日 | █3号线                                             | 地下叠式岛式站台   |
| 大剧院 |          | 0.95         | 2.47         | 罗湖区                          | 2004年12月28日 | █2号线 █5号线 （经红岭南站出闸换乘█9号线 █11号线） | 地下岛式站台       |
| 科学馆 |          | 1.33         | 3.80         | 福田区                          | 2004年12月28日 | █6号线                                             | 地下岛式站台       |
| 华强路 |          | 1.03         | 4.83         | 福田区                          | 2004年12月28日 | （經華強南站出闸換乘█7号线 █11号线）               | 地下岛式站台       |
| 崗廈 |          | 2.00         | 6.83         | 福田区                          | 2004年12月28日 | █10号线                                            | 地下岛式站台       |
| 会展中心 |          | 0.73         | 7.56         | 福田区                          | 2004年12月28日 | █4号线                                             | 地下岛式站台       |
| 购物公园 |          | 0.67         | 8.23         | 福田区                          | 2004年12月28日 | █3号线 福田站[5]                                   | 地下岛式站台       |
| 香蜜湖 |          | 1.80         | 10.03        | 福田区                          | 2004年12月28日 |                                                    | 地下岛式站台       |
| 车公庙 |          | 1.35         | 11.38        | 福田区                          | 2004年12月28日 | █7号线 █9号线 █11号线                              | 地下岛式站台       |
| 竹子林 |          | 1.28         | 13.66        | 福田区                          | 2004年12月28日 |                                                    | 地下雙岛式站台     |
| 侨城东 |          | 1.79         | 15.45        | 福田区                          | 2004年12月28日 |                                                    | 地下岛式站台       |
| 华侨城 |          | 1.17         | 15.62        | 南山区                          | 2004年12月28日 |                                                    | 地下岛式站台       |
| 世界之窗 |          | 1.23         | 16.85        | 南山区                          | 2004年12月28日 | █2号线                                             | 地下岛式站台       |
| 白石洲 |          | 0.80         | 17.65        | 南山区                          | 2009年9月28日  |                                                    | 地下岛式站台       |
| 高新园 |          | 1.37         | 19.02        | 南山区                          | 2009年9月28日  |                                                    | 地下岛式站台       |
| 深大 |          | 1.10         | 20.12        | 南山区                          | 2009年9月28日  | █13号线                                            | 地下岛式站台       |
| 桃园 |          | 2.34         | 22.46        | 南山区                          | 2011年6月15日  | █12号线                                            | 地下岛式站台       |
| 大新 |          | 1.01         | 23.47        | 南山区                          | 2011年6月15日  |                                                    | 地下岛式站台       |
| 鲤鱼门 |          | 1.23         | 24.70        | 南山区 前海深港現代服務業合作區 | 2011年6月15日  |                                                    | 地下岛式站台       |
| 前海湾 |          | 0.98         | 25.68        | 南山区 前海深港現代服務業合作區 | 2011年6月15日  | █5号线 █11号线                                     | 地下岛式站台       |
| 新安 |          | 1.25         | 26.93        | 宝安区                          | 2011年6月15日  |                                                    | 地下岛式站台       |
| 宝安中心 |          | 1.10         | 28.03        | 宝安区                          | 2011年6月15日  | █5号线                                             | 地下岛式站台       |
| 宝体 |          | 0.96         | 28.99        | 宝安区                          | 2011年6月15日  |                                                    | 地下岛式站台       |
| 坪洲 |          | 1.37         | 30.36        | 宝安区                          | 2011年6月15日  | █15号线                                            | 地下岛式站台       |
| 西乡 |          | 1.05         | 31.41        | 宝安区                          | 2011年6月15日  |                                                    | 地下雙岛式站台     |
| 固戍 |          | 3.47         | 34.88        | 宝安区                          | 2011年6月15日  |                                                    | 地下一岛一侧式站台 |
| 瑞[4] |          | 3.30         | 38.18        | 宝安区                          | 2011年6月15日  |                                                    | 高架島式站台       |
| 机场东 |          | 2.43         | 40.61        | 宝安区                          | 2011年6月15日  | █12号线                                            | 高架侧式站台       |
| 注释 |          |              |              |                                 |                |                                                    |                    |
| - 1↑ 斜体标示的车站及路线，尚未启用。 - 2↑ 斜体标示的换乘或转乘，尚未启用。 - 3↑ 须通过罗湖口岸到香港境内的港铁罗湖站转乘；此站轉乘東鐵綫不設優惠，乘客可以前往福田口岸站4號綫收費區換取東鐵綫落馬洲站轉乘優惠。 - 4↑ 的繁体写法未明，有可能为「」或「」。 - 5↑ 經連城新天地地下通道，出站到福田站換乘廣深港高速鐵路。 - 6↑ 深圳地铁官方标注英文名。 |          |              |              |                                 |                |                                                    |                    |
| 论 编 |          |              |              |                                 |                |                                                    |                    |

### 線網轉乘站
已投入使用
- 老街站：轉乘3号线。雖然1號線建設時未作出預留；但在3號線建設時，對原先的1號線車站作出改造，為同台轉乘。
- 大剧院站：轉乘2号线。建設時未作出預留，為大廳通道轉乘。
- 科学馆站：轉乘6号线。建設時未作出預留，為大廳通道轉乘。
- 崗廈站：轉乘10号线。建設時未作出預留。為大廳通道轉乘。
- 會展中心站： 轉乘4号线。建設時已同步實施，為十字型節點式轉乘，並設有1、4號線的聯絡線。
- 购物公园站：轉乘3号线。建設時未作出預留，需經大廳通道轉乘；且換乘通道長達200多米，沒有無障礙設施；因此不適合攜帶大型重物及傷殘人士進行轉乘，若有需要可出站轉乘或使用老街站轉乘。
- 车公庙站：轉乘7号线、9号线和11号线。1號線建設時未作出預留，與其餘三線皆通過大廳通道轉乘。
- 世界之窗站：轉乘2号线。建設時已作出預留，為十字節點轉乘；同時也是一期路網中唯一有換乘設計的車站，並設有1、2號線的聯絡線。
- 深大站：轉乘13号线。因建设期间未作出预留，需经站厅通道轉乘。
- 桃园站：轉乘12号线。建設時已作出相應預留，為十字島側式轉乘；但是12號線建設時由於考慮到島側式月台通行能力較差等因素，故最終改為T形大堂轉乘，1號線預留廢棄。
- 前海湾站：轉乘5号线和11号线。三線透過地下一樓的共用大廳進行轉乘，並設有1、5號線的聯絡線。
- 宝安中心站：轉乘5号线。兩線同步建造，為十字型節點式轉乘。
- 机场东站：轉乘12号线。建設時未作出預留，為天地通道轉乘。

即將成為轉乘站的車站/需擴建的轉乘車站
- 机场东站：轉乘20号线、26号线及深大城际铁路（33號線）。建設時未作預留，但此站升級成綜合交通樞紐，20號線二期、26號線和33號線車站統一設計，分期施工，預計三綫與1號線形成天地轉乘，與12號線形成大廳通道轉乘。
- 老街站：轉乘17号线。建設時未作出預留，轉乘方式未知。
- 大剧院站：轉乘5号线西延段。1號線和2號線建設時均未作出預留，預計5號線月台將設於1號線和2號線中間，屆時將會打通各部分的車站大廳，預計為大廳轉乘。
- 竹子林站：轉乘20号线（但未確定）。20號線原曾指出會在這裏設站，但因應可行性，同時香蜜湖西站可能能夠連接車公廟站，實際需待公布作實。
- 世界之窗站：轉乘20号线。20號線南延段為远期线路，轉乘方式未知。原指出只在白石洲、高新園（或竹子林）等設站，但因應需求及能夠提供2號線轉乘功能而爭取在這裏設站。
- 白石洲站：轉乘20号线。原定可以同時改轉29號線。但當地居民也積極爭取在白石洲站設站，但只提供1號線轉乘功能，報告書也指出會在這裏設站。
- 高新園站：轉乘20号线及27号线。建設時未作出預留，轉乘方式未知。
- 深大站：轉乘20号线。13號線建设期间已在站厅通道作出轉乘预留。
- 坪洲站：轉乘15号线。建設時未作出預留，轉乘方式未知。
- 鲤鱼门站：轉乘21号线。21號線為遠期線路，未作預留。

## 行车间隔
为满足工作日早晚高峰乘客需求，1號線曾于2013年4月25日至2021年3月23日期间在工作日的早、晚高峰时段实行“罗湖—机场东”+“罗湖—西乡”的大小交路模式，大小交路列车按1:1比例交替开行，进一步压缩客流密集区段的行车间隔。
但近年来宝安西乡片区的地铁出行量不断上升，为满足出行需求，自2021年3月23日起，1号线工作日早晚高峰期取消大小交路，改为罗湖至机场东的单一交路运行模式。
2021年9月18日起，1号线恢复早高峰大小交路（西乡区间车），比例则调整为2:1，同时压缩行车间隔，舒缓坪洲及固戍等站客流。
| 上班日                                                    | 上班日                                                    | 節假日       |
| 7:10－9:10 ，16:30－19:40                                 | 7:10－9:10 ，16:30－19:40                                 | 10:30－20:00 |
| 2分（西乡-罗湖）2/4分（机场东-固戍）2分20秒（晚高峰全线） | 2分（西乡-罗湖）2/4分（机场东-固戍）2分20秒（晚高峰全线） | 3分45秒      |
| 其它時段                                                  |                                                           |              |
| 4分40秒                                                   |                                                           |              |

## 使用车辆

### MOVIA 456型客车
深圳地铁第一期所提供服务的列车为数22列（编号101-122），由加拿大的龐巴迪公司及長客负责制造。首列列车由庞巴迪制造，于2004年4月28日运抵深圳；其余21列均由長客制造。因该款列车年代较早、设备较为老旧，大修后频频出现冲标、欠标问题，且正线运行时因种种原因多发晚点（最长甚至达到10分钟），现该款列车上线率并不高（周末有时甚至只有2-4列上线运营），此外有少数几列车因存在问题较多较严重，大修不久后便长期在车辆段中整改，至今仍未重新投入运营。
- 列车总长约140米，最高运行速度为每小时80千米。
- 一组列车的额定载客量为1920人，最大载客量则为2502人。
- 列车的车厢编号均为1**1－1**6，其中**为列车序号。
- 一組列车共六卡車，其中头尾两节是设有驾驶室的拖卡，其余四节是动力车卡厢，集電弓设在第2卡和第5卡。
- 列车全使用交流牵引电动机及IGBT VVVF逆变器。
- 103车为PIS（乘客信息系统）改造试验车，该车关门提示音及闪灯动态地图的闪动方式类似于北车长客A型电动列车，而LED显示屏则在报站开始时便显示下一站站名（其他车则为待报站开始时正在显示的提示语显示完毕后才显示下一站站名）。现时103车因在正线运营中频繁出现冲标、欠标等问题且多年未完全解决，此车并未作为日常运营列车投入运营。

### 長客製國產化A型地鐵客車
2007年12月26日，深圳地鐵向長客訂購4列地鐵列車（编号123-126），由該公司獨立製造的首列國產化A型地鐵客車在2008年9月19日從長春下線，並於2008年11月2日交付首列列車。目前全數4列列車已全數交付，並於2010年5月起陸續投入運營。
讽刺的是，深圳地鐵於2007年訂購這4列长客製國產化A型地鐵列車原意是為了應付1號線日益增長的客量而批出的，但該4列列車要在2010年5月起才陸續投入運營，而向南车株機订购26列地铁列车（為1號線續建工程而訂購），有4列卻已在2009年中開始陸續投入運營，至2010年5月這4列长客製國產化A型地鐵列車投入運營前，該批列車投入運營的數目亦陸續增加，使該4列列車作為應付1號線日益增長的客量而買車應付客量的目的未能達到。
该款列车因性能较差且故障频发，于2015年初起陆续停运，并于2015年11月全数停运进行列车换线、大修及调试工作。126车曾因制动闸瓦换型试验调试需要，于2016年8月至9月短暂上线运营。

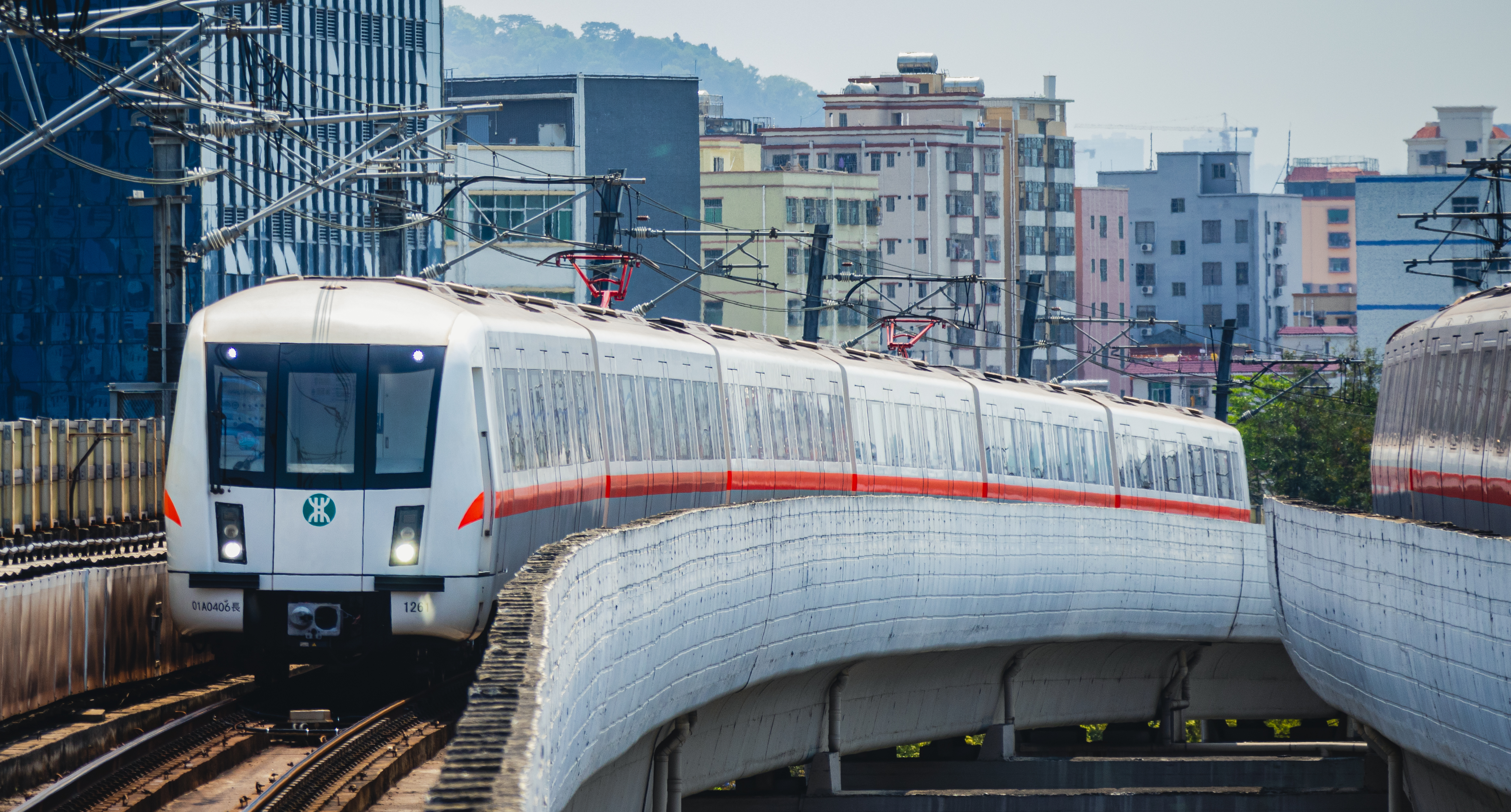
深圳地铁北车长客A型电动列车外观

2018年4月13日晚高峰起，123车恢复运营，此后125、126、124车也陆续恢复运营。至此，该款列车的换线工作全部完成，并恢复上线运行。现时该款列车在大部分工作日均有上线（但大多数时候只有其中1列运行，并且有些时候仅在高峰期使用），周末偶有安排上线。由于该款列车在换线后仍未解决之前存在的很多问题、列车本身数量少加之上线率相对于其他车型而言并不算高（一般为0-1列，极少超过2列），因此司机接到此车的概率极低（根据司机反映，一般一个月只能开到一、两次），现时大部分司机对该款车型仅懂得基本操作，对如车辆屏操作乃至司机室座椅调节方法都不太熟悉。线路部分司机在接到此车时会戏称其为“舒适的列车”、“好车”或“高端好车”。

### 南車株機製國產化A型地鐵客車
2007年6月，深圳地铁向南车株機订购26列地铁列车（编号127-152），合同总值10亿元人民币。首组列车于2008年9月17日从株洲厂下线。在2009年8月19日，這批列車已陸續投入運營，其中有部份更是在4列长客製國產化A型地鐵列車未正式投入運營前便已經投入運營。
此外，深圳地鐵1號線亦是深圳地鐵中最多列車款式的一條地鐵線，共有4款（Movia456型列車22列，中國北車長客A型電動列車4列，中國南車株機電動列車26列，見車號127＿至152＿，2014年左右投入的中國南車株機新式電動列車，見車號153＿及以上），其中一款列車（由中國南車株洲廠製造，於2014年左右開始投入行走）車上設有緊急通風窗，車門上方設有長型彩色顯示器顯示路線/行程，與1號線其他款式列車不同，該列車採用國產化牽引系統

## 事故
2011年6月19日14时09分，固戍至机场东下行线供电系统突发故障，导致单线列车不能进入，正常只要1个小时的车程，足足走了一个半小时，固戍至机场东列车运行间隔由4分钟调整为18分钟，至14时48分故障排除。
2011年8月8日7点45分，因1號線机场东站道岔转辙机发生故障，5趟往机场方向的列车分别在西乡、固戍站折返。不少乘客耽误上班时间或延误航班。8点50分，经抢修排除故障，全线列车才恢复正常运行。
2011年8月28日中午12时许，因设备发生故障，导致罗宝线双向行驶的列车，在途中频频临时停车，晚点最长时间15分钟，导致一名乘客晚点误机获赔300元。深圳地铁集团回应，事故系1號線ATS服务器突发故障引起的，地铁方面立即启动应急预案，12时43分全线列车恢复正常。
2011年10月14日上午1趟列车在后瑞站发生故障停运，车内灯光全灭，乘客被困10分钟后自行开车门逃离。该线延误约40分钟后恢复通行。
2013年9月8日晚上18时5分左右，一辆正常行驶的地铁列车在岗厦至会展中心站区间突然停车，随后车厢门又突然打开。一名张姓女士被挤下了隧道，她丈夫和另外一名乘客马上跳下去救她，列车关上车门后驶离。而另一辆高速行驶的列车随后通过，与他们擦肩而过，3人紧紧抱住消防栓才幸免于难。事后地铁集团调查后表示，有两名乘客在车厢内激烈打架引发混乱，期间有车上乘客擅自拉下紧急开门装置，导致列车紧急停车，一女乘客自称被挤落隧道，两男性乘客相继跳下隧道。
2014年3月21日晚上22时左右，地铁一节列车在机场东站发生掉道现象，造成列车“搁浅”，导致地铁列车从固戍站至机场东站区间段停运。事故未造成人员伤亡。

## 未来发展
由于1号线的规划已宣告结束，罗湖站没有延伸条件，机场东站曾有条件但没有任何延伸规划，且該站以北的綫位已被12號綫佔去，故在可预见的将来，1号线不会有继续向东西延伸或开辟支线的规划。而轉乘站則隨新路線開通而繼續增加。